# Szkody-Kolonia
Szkody-Kolonia (polnisch kurzzeitig auch: Olszyna, deutsch Friedensruh) ist ein kleiner Ort in der polnischen Woiwodschaft Ermland-Masuren und gehört zur Gmina Biała Piska (Stadt- und Landgemeinde Bialla (1938 bis 1945 Gehlenburg)) im Powiat Piski (Kreis Johannisburg).

## Geographische Lage
Szkody-Kolonia liegt im südlichen Osten der Woiwodschaft Ermland-Masuren, 17 Kilometer südöstlich der Kreisstadt Pisz (deutsch Johannisburg).

## Geschichte
Am 28. August 1899 wurde der kleine und Abbau Einwaldt genannte Ort in „Friedensruh“ umbenannt. Er bestand aus einem großen Hof mit mehreren Gehöften und war bis 1945 eine Ortschaft innerhalb der Stadt Bialla (1938 bis 1945 Gehlenburg, polnisch Biała Piska), die zum Kreis Johannisburg im Regierungsbezirk Gumbinnen (ab 1905: Regierungsbezirk Allenstein) in der preußischen Provinz Ostpreußen gehörte.
In Kriegsfolge kam Friedensruh 1945 zusammen mit dem gesamten südlichen Ostpreußen zu Polen und erhielt zunächst die Namensform „Olszyna“, hieß dann jedoch „Szkody-Kolonia“. Der Ort ist heute in die Stadt- und Landgemeinde Biała Piska im Powiat Piski integriert, bis 1998 zur Woiwodschaft Suwałki, seither zur Woiwodschaft Ermland-Masuren gehörig.

## Kirche
Friedensruh war bis 1945 in die evangelische Kirche Bialla in der Kirchenprovinz Ostpreußen der Kirche der Altpreußischen Union sowie in die römisch-katholische Kirche Johannisburg (polnisch Pisz) im Bistum Ermland eingepfarrt. Heute gehört der Ort katholischerseits zur Pfarrei Biała Piska im Bistum Ełk der Römisch-katholischen Kirche in Polen. Die evangelischen Einwohner orientieren sich ebenfalls nach Biała Piska, wobei ihre Kirchengemeinde heute eine Filialgemeinde der Pfarrei in Pisz ist und zur Diözese Masuren der Evangelisch-Augsburgischen Kirche in Polen gehört.

## Verkehr
Szkody-Kolonia ist über einen Landweg von Szkody (Skodden, 1938 bis 1945 Schoden) aus zu erreichen. Eine Bahnanbindung existiert nicht.